# U-459
| U-459                                                                            | U-459 | U-459 |
| -------------------------------------------------------------------------------- | --- | --- |
|                                                                                  | | |
|                                                                                  | | |
| U-459 тоне під ударами британського бомбардувальника «Веллінгтон». 24 липня 1943 | | |
| Під прапором                                                                     | Третій Рейх | Третій Рейх |
| Спуск на воду                                                                    | 13 вересня 1941 року | 13 вересня 1941 року |
| Виведений зі складу флоту                                                        | 15 листопада 1941 року | 15 листопада 1941 року |
| Сучасний статус                                                                  | 24 липня 1943 року затоплений у Біскайській затоці на відстані 120 миль від іспанського мису Ортегаль британським бомбардувальником «Веллінгтон»  | 24 липня 1943 року затоплений у Біскайській затоці на відстані 120 миль від іспанського мису Ортегаль британським бомбардувальником «Веллінгтон»  |
| Проєкт                                                                           | | |
| Тип ПЧ                                                                           | Підводний човен забезпечення | Підводний човен забезпечення |
| Розробник проєкту                                                                | Deutsche Werke, Кіль | Deutsche Werke, Кіль |
| Вартість                                                                         | 4 439 000 ℛℳ | 4 439 000 ℛℳ |
| Основні характеристики                                                           | | |
| Швидкість (надводна)                                                             | 14,9 вузлів | 14,9 вузлів |
| Швидкість (підводна)                                                             | 6,2 вузлів | 6,2 вузлів |
| Робоча глибина занурення                                                         | 100 м | 100 м |
| Гранична глибина занурення                                                       | 240 м | 240 м |
| Автономність плавання                                                            | 12350 миль (22 870 км) на швидкості 10 вузлів (19 км/год) (в надводному положенні) 55 миль (102 км) на швидкості 4 вузли (у підводному положенні) | 12350 миль (22 870 км) на швидкості 10 вузлів (19 км/год) (в надводному положенні) 55 миль (102 км) на швидкості 4 вузли (у підводному положенні) |
| Екіпаж                                                                           | 53 особи | 53 особи |
| Розміри                                                                          | | |
| Довжина найбільша (по КВЛ)                                                       | 67,1 м | 67,1 м |
| Ширина корпусу найб.                                                             | 9,4 м | 9,4 м |
| Висота                                                                           | 11,7 м | 11,7 м |
| Середня осадка (по КВЛ)                                                          | 6,5 м | 6,5 м |
| Водотоннажність надводна                                                         | 1668 т | 1668 т |
| Озброєння                                                                        | | |
| ППО                                                                              | 1 × 37-мм зенітна гармата SKC/30 1 × 20-мм зенітна гармата FlaK 30                                                                                | 1 × 37-мм зенітна гармата SKC/30 1 × 20-мм зенітна гармата FlaK 30                                                                                |

U-459 — німецький підводний човен типу XIV, що входив до складу Військово-морських сил Третього Рейху за часів Другої світової війни. Закладений 22 листопада 1940 року на верфі Deutsche Werke у Кілі. Спущений на воду 13 вересня 1941 року, а 12 грудня 1942 року корабель увійшов до складу ВМС нацистської Німеччини. Єдиним командиром човна був корветтен-капітан Георг фон Віламовіц-Меллендорф.
Човен здійснив 6 походів з метою забезпечення бойових підводних човнів, що оперували в Північній та Південній Атлантиці.
24 липня 1943 року потоплений а Біскайській затоці на відстані 120 миль північно-західніше від іспанського мису Ортегаль британським бомбардувальником «Веллінгтон». 18 членів екіпажу загинули, 41 вціліли.